# Cratichneumon argemus
Cratichneumon argemus är en stekelart som beskrevs av Townes, Momoi och Henry Keith Townes, Jr. 1965. Cratichneumon argemus ingår i släktet Cratichneumon och familjen brokparasitsteklar. Inga underarter finns listade i Catalogue of Life.